# Elaphe
Elaphe este un gen de șerpi neveninoși din familia colubride (Colubridae), foarte apropiat de genul Coluber. Este un grup de șerpi destul de numeros, larg răspândit și prosper, care include circa 11 specii.

## Descrierea
De șerpii genului Coluber ei diferă, în special, prin structura dinților; au dinții maxilari de lungime egală, și rândul lor nu este întrerupt de un interval fără dinți (diastemă). Capul este alungit, distinct de gât; ochiul de mărime mijlocie, cu pupila rotundă. Trunchiul  lung; coada mijlocie sau lungă; solzii netezi sau ușor carenați, cu găuri apicale rotunjite. Au peste 200 plăci ventrale (exclusiv subcaudalele); două plăci temporale anterioare și 21-29 șiruri de solzi dorsali. Scutul frenal (atunci când există) este puțin mai lung decât înalt; osul palatin cu un proces median mai mare decât procesul lateral. Carena hemală a vertebrelor trunchiului se termină anterior față de condil. Pe părțile laterale ale capului, se întinde o dungă închisă de la ochi la colțul gurii

## Ecologia
Genul Elaphe poate fi considerat ca un grup intermediar între șerpii pur tereștri și formele cățărătoare adevărate. Multe specii ale acestui gen își petrec cea mai mare parte din timp în arbori, unde își găsesc hrana, devastând cuiburile de pasări de pe crengi sau din  scorburi. 

## Hrana
Se hrănesc cu rozătoare de talie mare și mijlocie (șoareci de câmp, șobolani, popândăi, hârciogi), iepuri tineri, păsări (de mărimea unui porumbel) și cu puii și ouăle lor, mai rar cu șopârle. După ce au apucat prada cu gura, se încolăcesc în jurul ei până ce o sugrumă prin constricție și nu se desfac din jurul ei până ce simt că victima nu se mai mișcă, apoi își desprind inelele corpului musculos și o înghit. Prada o înghit întreagă, începând de regulă de la cap.
Multe specii se hrănesc cu plăcere cu ouă de păsări și au mecanisme speciale pentru a-le mânca. Coaja ouălor înghițite în gură nu este stricată, iar sfărâmarea ei se face cu ajutorul apofizelor inferioare spinoase alungite ale vertebrelor (hipapofize), care pătrund în peretele superior al esofagului, fuzionând mai mult sau mai puțin cu țesuturile care acoperă coloana vertebrala. Câteva hipapofize ale vertebrelor anterioare sunt îndreptate înapoi și în jos, iar următoarele - înainte și în jos, astfel că la contractarea mușchilor corespunzători ai trunchiului ouăle sunt strânse între ei iar hipapofizele apasă de sus pe capetele opuse ale oului sfărâmând coaja. Rămășițele cojii sfărâmate trec prin tractul intestinal și sunt apoi eliminate în afară.

## Reproducerea
Majoritatea șerpilor acestui gen se reproduc prin depunerea ouălor, adică sunt ovipari.

## Răspândirea
Sunt răspândiți în Europa de Sud și Europa Centrală, regiunile temperate și tropicale din Asia, în America de Nord și America Centrală. Spre deosebire de șerpii din genul Coluber ei evită regiunile de deșert și semideșert; cea mai mare diversitate a acestora se află în țările din sud-estul Asiei.
În România trăiește o singură specie - balaurul sau balaurul dobrogean (Elaphe sauromates, cu o denumire mai veche Elaphe quatuorlineata sauromates).

## Specii
După Reptile Database genul include 11 specii: 
- Elaphe anomala (Boulenger, 1916)
- Elaphe bimaculata Schmidt, 1925
- Elaphe carinata (Günther, 1864)
- Elaphe climacophora (Boie, 1826)
- Elaphe davidi (Sauvage, 1884)
- Elaphe dione (Pallas, 1773)
- Elaphe quadrivirgata (Boie, 1826)
- Elaphe quatuorlineata (Bonnaterre, 1790)
- Elaphe sauromates (Pallas, 1811)
- Elaphe schrenckii Strauch, 1873
- Elaphe zoigeensis Huang, Ding, Burbrink, Yang, Huang, Ling, Chen & Zhang, 2012

Cladogramă conform Catalogue of Life:
| Elaphe | \| \| Elaphe bella \| \| \| \| \| \| Elaphe bimaculata \| \| \| \| \| \| Elaphe carinata \| \| \| \| \| \| Elaphe climacophora \| \| \| \| \| \| Elaphe conspicillata \| \| \| \| \| \| Elaphe davidi \| \| \| \| \| \| Elaphe dione \| \| \| \| \| \| Elaphe erythrura \| \| \| \| \| \| Elaphe flavolineata \| \| \| \| \| \| Elaphe helena \| \| \| \| \| \| Elaphe hohenackeri \| \| \| \| \| \| Elaphe leonardi \| \| \| \| \| \| Elaphe lineata \| \| \| \| \| \| Elaphe longissima \| \| \| \| \| \| Elaphe maculata \| \| \| \| \| \| Elaphe mandarina \| \| \| \| \| \| Elaphe perlacea \| \| \| \| \| \| Elaphe persica \| \| \| \| \| \| Elaphe porphyracea \| \| \| \| \| \| Elaphe quadrivirgata \| \| \| \| |
|        | \| \| Elaphe bella \| \| \| \| \| \| Elaphe bimaculata \| \| \| \| \| \| Elaphe carinata \| \| \| \| \| \| Elaphe climacophora \| \| \| \| \| \| Elaphe conspicillata \| \| \| \| \| \| Elaphe davidi \| \| \| \| \| \| Elaphe dione \| \| \| \| \| \| Elaphe erythrura \| \| \| \| \| \| Elaphe flavolineata \| \| \| \| \| \| Elaphe helena \| \| \| \| \| \| Elaphe hohenackeri \| \| \| \| \| \| Elaphe leonardi \| \| \| \| \| \| Elaphe lineata \| \| \| \| \| \| Elaphe longissima \| \| \| \| \| \| Elaphe maculata \| \| \| \| \| \| Elaphe mandarina \| \| \| \| \| \| Elaphe perlacea \| \| \| \| \| \| Elaphe persica \| \| \| \| \| \| Elaphe porphyracea \| \| \| \| \| \| Elaphe quadrivirgata \| \| \| \| |
|        | Elaphe bella |
|        | |
|        | Elaphe bimaculata |
|        | |
|        | Elaphe carinata |
|        | |
|        | Elaphe climacophora |
|        | |
|        | Elaphe conspicillata |
|        | |
|        | Elaphe davidi |
|        | |
|        | Elaphe dione |
|        | |
|        | Elaphe erythrura |
|        | |
|        | Elaphe flavolineata |
|        | |
|        | Elaphe helena |
|        | |
|        | Elaphe hohenackeri |
|        | |
|        | Elaphe leonardi |
|        | |
|        | Elaphe lineata |
|        | |
|        | Elaphe longissima |
|        | |
|        | Elaphe maculata |
|        | |
|        | Elaphe mandarina |
|        | |
|        | Elaphe perlacea |
|        | |
|        | Elaphe persica |
|        | |
|        | Elaphe porphyracea |
|        | |
|        | Elaphe quadrivirgata |
|        | |

Alte specii:
- Elaphe persica
- Elaphe porphyracea
- Elaphe quadrolineata
- Elaphe radiata
- Elaphe rufodorsata
- Elaphe situla
- Elaphe slowinskii
- Elaphe subradiata

## Galerie

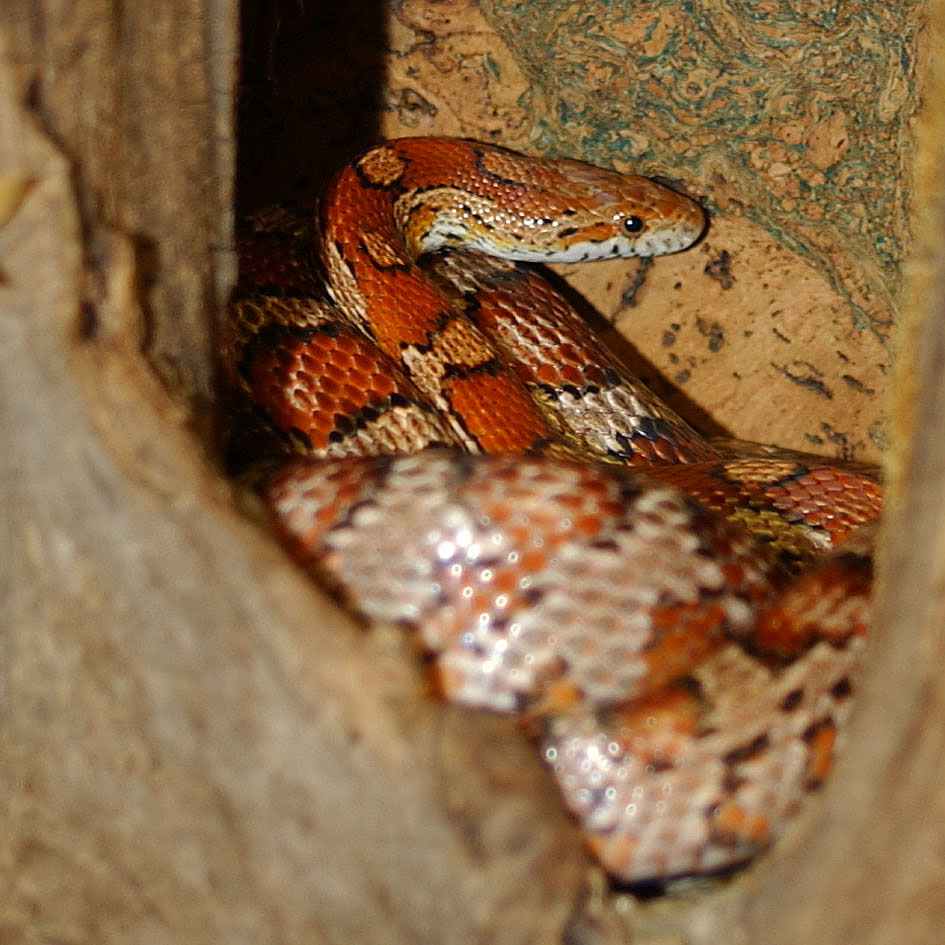
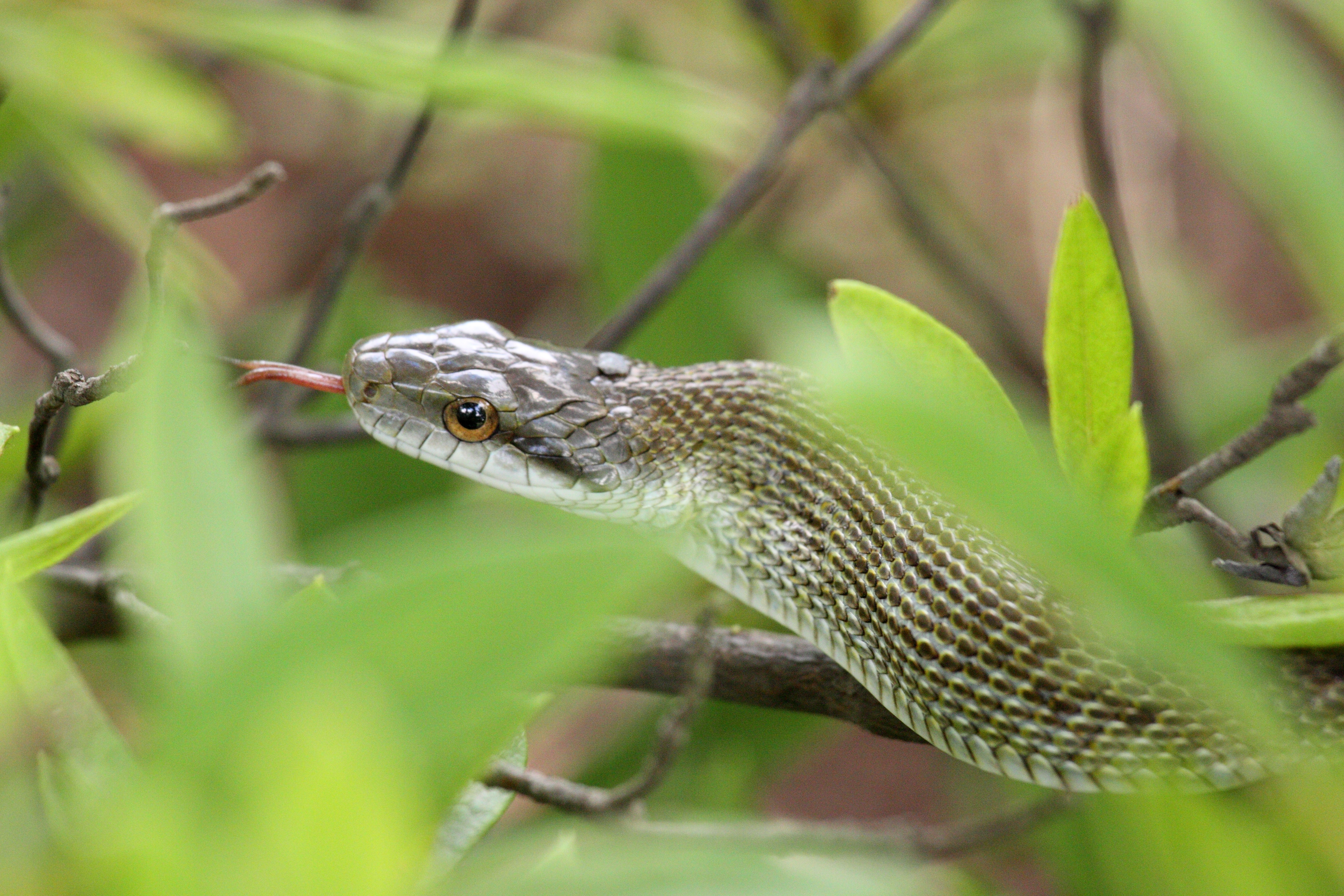